# Janyška a spol.
Janyška a spol. byla společnost pro výrobu klobouků založená v roce 1921 ve Valašském Meziříčí. 

## Historie
U zrodu firmy stáli rodáci povětšinou z Valašského Meziříčí a blízkého okolí, hlavním představitelem byl Ludvík Janyška, původně prokurista firmy Schlessinger ve Valašském Meziříčí. Firma se ihned po svém založení velmi rychle a slibně rozvíjela a již ve 20. letech 20. století se stala silnou konkurencí pro podniky, které v kloboučnictví působily mnohem déle. I proto, že se firma chtěla nadále rozvíjet, bylo v roce 1928 přikročeno k zakcionování firmy na společnost „Janyška a spol., akciová společnost na výrobu klobouků ve Valašském Meziříčí“.
Právě období akciové společnosti bylo obdobím největšího rozvoje firmy. Továrně se podařilo exportovat na téměř všechny světové trhy, a to nejen do Ameriky, ale také do Asie a do Indonésie. Export byl pro firmu hlavním artiklem a až do poloviny 30. let 20. století firma exportovala kolem 85% vyrobeného zboží. 
Továrnu stejně jako všechna ostatní odvětví zasáhla světová hospodářská krize, ale díky dobrému vedení se na chodu nepodepsala více, než že bylo přikročeno k propuštění několika zaměstnanců a snížení výroby. Továrna se naštěstí udržela v chodu, aby se mohla od roku 1934 ještě více rozvíjet. Rapidně se zvyšovala výroba a export, znovu byly přijímány další a další pracovní síly a zaměstnancům se dařilo navyšovat mzdy. Továrna se účastnila několika světových výstav a téměř vždy dovezla nějakou tu cenu. Na konci roku 1938 bylo také přikročeno k rozsáhlé rekonstrukci továrny, kdy byla pro zaměstnance zřízena nová jídelna, byly vybudovány nové sprchy, šatny a toalety. 
Přišel rok 1939 a s ním německá okupace Československa. Janyškovi se podařilo sice udržet existenci firmy, i když za cenu malých ústupků. Továrna se nevěnovala jen výrobě klobouků a čepic, ale také zbrojní výrobě a státní zakázkám na výrobu vojenských ponožek. Ke konci války pak tato výroba zcela převládla. 
Po skončení 2. světové války ještě chvíli firma pracovala samostatně, po znárodnění v roce 1945 byla ale pak v prosinci 1946 převedena pod národní podnik Tonak společně s dalšími Novojičínskými továrnami. V roce 1961 byl závod zrušen.